# Grosville
Grosville település Franciaországban, Manche megyében. Lakosainak száma 804 fő (2022. január 1.). Grosville Sotteville, Benoîtville, Bricquebosq, Les Pieux, Rauville-la-Bigot, Saint-Germain-le-Gaillard és Bricquebec-en-Cotentin községekkel határos.

## Népesség
A település népességének változása:
| Lakosok száma | 531  | 471  | 618  | 689  | 770  | 787  | 787  | 785  | 790  | 804  |
|               | 1968 | 1982 | 1990 | 2006 | 2013 | 2015 | 2017 | 2019 | 2020 | 2022 |